# خوزه زالازار
خوزه زالازار (انگلیسی: José Zalazar؛ زادهٔ ۲۶ اکتبر ۱۹۶۳) بازیکن فوتبال اهل اروگوئه است.
از باشگاه‌هایی که در آن بازی کرده‌است می‌توان به باشگاه فوتبال اسپانیول، باشگاه فوتبال پنیارول، باشگاه فوتبال ناسیونال اروگوئه، باشگاه فوتبال آلباسته بالومپیه، باشگاه فوتبال کادیس، و باشگاه فوتبال راسینگ سانتاندر اشاره کرد.
وی همچنین در تیم ملی فوتبال اروگوئه بازی کرده‌است.